# Josep Badosa Montmany
Josep Badosa i Montmany (Arenys de Mar, Maresme, 1893 - Barcelona, 1937), fou un fotògraf fotoperiodista català.
Amb només setze anys s'inicià professionalment al diari El Día Gráfico, on va destacar amb una sèrie de fotografies aèries i va treballar com a corresponsal de diaris i revistes de Madrid com La Tribuna, La Noche i com a corresponsal gràfic dels diaris madrilenys Ahora, As, Estampa, Sol i La Voz.Alguns dels seus reportatges són dels ambients sòrdids de Barcelona, especialment del Barri Xino. Va ser mentor d'Agustí Centelles quan aquest va ser ajudant seu entre el 1927 i el 1931. El 1932 va introduir entre els fotògrafs catalans la primera càmera Leica de pas universal.
Amb Centelles, Joaquim Brangulí, Carlos Pérez de Rozas i altres va formar part del grup de periodistes que documentaren gràficament la Guerra Civil, però sota pressions de les autoritats franquistes el seu fill, el també fotògraf Josep Maria Badosa, hagué de cedir tot el material compromès a la policia. D'aquella època només s'ha preservat el material que havia realitzat per El Día Gráfico que va passar a formar part dels arxius del Diari de Barcelona i, posteriorment, integrats a l'Arxiu Fotogràfic de Barcelona quan va tancar aquest darrer diari.
L'any 2011 el seu net va fer donació de 779 fotografies del seu avi de la seva col·lecció particular a l'Arxiu Fotogràfic de Barcelona.